# Luis Segovia
Luis Segovia (n. Quito, Ecuador; 26 de octubre de 1997) es un futbolista ecuatoriano. Juega como defensa y su equipo actual es el Clube de Regatas Brasil de la Serie B de Brasil.

## Trayectoria
Segovia inició su recorrido en el fútbol en las canteras del Club Deportivo El Nacional y en el 2015, con Rubén Darío Insúa como director técnico del primer plantel, llegó su turno de debutar con el equipo rojo en un partido frente a Sociedad Deportivo Quito en el estadio Olímpico Atahualpa con una derrota por la mínima. En El Nacional, Segovia jugó un total de 112 partidos, anotando cinco tantos.
Para la temporada 2019, Luis Segovia fue contratado por Independiente del Valle. Con el club rayado ganó dos veces la Copa Sudamericana en 2019 y 2022, la Serie A de Ecuador en 2021 y la Copa Ecuador 2022. Dejó el club al finalizar su contrato en diciembre de 2022.
El 11 de enero de 2023 fue presentado en Botafogo de Brasil, con un contrato hasta finales de 2025. En julio de 2023 fue cedido por una temporada al Racing White Daring Molenbeek de Bélgica. En 2024 se interrumpió la cesión y volvió a Botafogo, debido a una lesión.
El 29 de agosto de 2024 fue cedido hasta final de temporada al Clube de Regatas Brasil de la Serie B de Brasil.

## Selección nacional

### Categorías inferiores
Fue convocado a la selección de fútbol sub-20 de Ecuador y debutó con la mini-tri en el Campeonato Sudamericano de Fútbol Sub-20 de 2017 que se llevó a cabo en nuestro país en el 2017, jugando 9 partidos y obteniendo el subcampeonato, que le permitió ser parte del grupo que participó en el Copa Mundial de Fútbol Sub-20 de 2017.

#### Participaciones en Sudamericanos
| Campeonato                              | Sede     | Resultado    | Partidos | Goles |
| --------------------------------------- | -------- | ------------ | -------- | ----- |
| Sudamericano Sub-20 de 2017             | Ecuador  | Subcampeón   | 8        | 0     |
| Preolímpico Sudamericano Sub-23 de 2020 | Colombia | Primera fase | 3        | 0     |

#### Participaciones en Copas del Mundo
| Campeonato                  | Sede          | Resultado      | Partidos | Goles |
| --------------------------- | ------------- | -------------- | -------- | ----- |
| Copa Mundial Sub-20 de 2017 | Corea del Sur | Fase de grupos | 1        | 0     |

### Selección absoluta
El 25 de septiembre fue convocado por Jorge Célico para jugar los partidos ante Chile y Argentina correspondiente a la última jornada de las eliminatorias por Rusia 2018.

#### Participaciones en eliminatorias
| Eliminatorias      | Sede            | Resultado      | Partidos | Goles |
| ------------------ | --------------- | -------------- | -------- | ----- |
| Eliminatorias 2018 | América del Sur | No clasificado | 0        | 0     |
| Eliminatorias 2026 | América del Sur | Clasificado    | 0        | 0     |

### Partidos internacionales
Actualizado al último partido disputado el 4 de diciembre de 2021.
| \| N.° \| Fecha \| Ciudad \| Oponente \| Resultado \| Resultado \| Competencia \| \| --- \| --------------------- \| --------- \| -------- \| --------- \| --------- \| ----------- \| \| 1. \| 27 de octubre de 2021 \| Charlotte \| México \| 3-2 \| Victoria \| Amistoso \| |                       |           |          |           |           |             |
| N.° | Fecha                 | Ciudad    | Oponente | Resultado | Resultado | Competencia |
| 1. | 27 de octubre de 2021 | Charlotte | México   | 3-2       | Victoria  | Amistoso    |

## Estadísticas

### Clubes
Actualizado al último partido disputado el 18 de agosto de 2025.
| Club                              | Div.          | Temporada     | Liga  | Liga  | Copas nacionales | Copas nacionales | Copas internacionales | Copas internacionales | Otros | Otros | Total | Total |
| Club                              | Div.          | Temporada     | Part. | Goles | Part.            | Goles            | Part.                 | Goles                 | Part. | Goles | Part. | Goles |
| --------------------------------- | ------------- | ------------- | ----- | ----- | ---------------- | ---------------- | --------------------- | --------------------- | ----- | ----- | ----- | ----- |
| El Nacional · Ecuador             | 1.ª           | 2015          | 3     | 1     | —                | —                | —                     | —                     | —     | —     | 3     | 1     |
| El Nacional · Ecuador             | 1.ª           | 2016          | 31    | 1     | —                | —                | —                     | —                     | —     | —     | 31    | 1     |
| El Nacional · Ecuador             | 1.ª           | 2017          | 29    | 0     | —                | —                | 0                     | 0                     | —     | —     | 29    | 0     |
| El Nacional · Ecuador             | 1.ª           | 2018          | 42    | 2     | —                | —                | 4                     | 1                     | —     | —     | 46    | 3     |
| El Nacional · Ecuador             | Total club    | Total club    | 105   | 4     | 0                | 0                | 4                     | 1                     | 0     | 0     | 109   | 5     |
| Independiente del Valle · Ecuador | 1.ª           | 2019          | 24    | 1     | 0                | 0                | 11                    | 0                     | 0     | 0     | 35    | 1     |
| Independiente del Valle · Ecuador | 1.ª           | 2020          | 25    | 3     | 0                | 0                | 10                    | 0                     | 0     | 0     | 35    | 3     |
| Independiente del Valle · Ecuador | 1.ª           | 2021          | 24    | 1     | 1                | 0                | 10                    | 0                     | 0     | 0     | 35    | 1     |
| Independiente del Valle · Ecuador | 1.ª           | 2022          | 25    | 1     | 9                | 0                | 13                    | 1                     | 0     | 0     | 47    | 2     |
| Independiente del Valle · Ecuador | Total club    | Total club    | 98    | 6     | 10               | 0                | 44                    | 1                     | 0     | 0     | 152   | 7     |
| Botafogo · Brasil                 | 1.ª           | 2023          | 2     | 0     | 1                | 0                | 2                     | 0                     | 5     | 0     | 10    | 0     |
| R. W. D. Molenbeek · Bélgica      | 1.ª           | 2023-24       | 13    | 1     | 2                | 0                | —                     | —                     | —     | —     | 15    | 1     |
| R. W. D. Molenbeek · Bélgica      | Total club    | Total club    | 13    | 1     | 2                | 0                | 0                     | 0                     | 0     | 0     | 15    | 1     |
| Botafogo · Brasil                 | 1.ª           | 2024          | 0     | 0     | 0                | 0                | 0                     | 0                     | 0     | 0     | 0     | 0     |
| Botafogo · Brasil                 | Total club    | Total club    | 2     | 0     | 1                | 0                | 2                     | 0                     | 5     | 0     | 10    | 0     |
| C. R. B. · Brasil                 | 2.ª           | 2024          | 13    | 1     | —                | —                | —                     | —                     | —     | —     | 13    | 1     |
| C. R. B. · Brasil                 | 2.ª           | 2025          | 18    | 1     | 4                | 0                | —                     | —                     | 5     | 0     | 27    | 1     |
| C. R. B. · Brasil                 | Total club    | Total club    | 31    | 2     | 4                | 0                | 0                     | 0                     | 5     | 0     | 40    | 2     |
| Total carrera                     | Total carrera | Total carrera | 249   | 13    | 17               | 0                | 50                    | 2                     | 10    | 0     | 326   | 15    |
| 1. 2. 3.                          |               |               |       |       |                  |                  |                       |                       |       |       |       |       |

## Palmarés

### Campeonatos regionales
| Título              | Club     | Año  |
| ------------------- | -------- | ---- |
| Taça Río            | Botafogo | 2023 |
| Taça Río            | Botafogo | 2024 |
| Campeonato Alagoano | C. R. B. | 2025 |

### Campeonatos nacionales
| Título             | Club                    | Año  |
| ------------------ | ----------------------- | ---- |
| Serie A de Ecuador | Independiente del Valle | 2021 |
| Copa Ecuador       | Independiente del Valle | 2022 |

### Campeonatos internacionales
| Título            | Club                    | Año  |
| ----------------- | ----------------------- | ---- |
| Copa Sudamericana | Independiente del Valle | 2019 |
| Copa Sudamericana | Independiente del Valle | 2022 |

### Distinciones individuales
| Distinción                       | Año  |
| -------------------------------- | ---- |
| 11 ideal de la Copa Sudamericana | 2022 |